# Koodiyattam

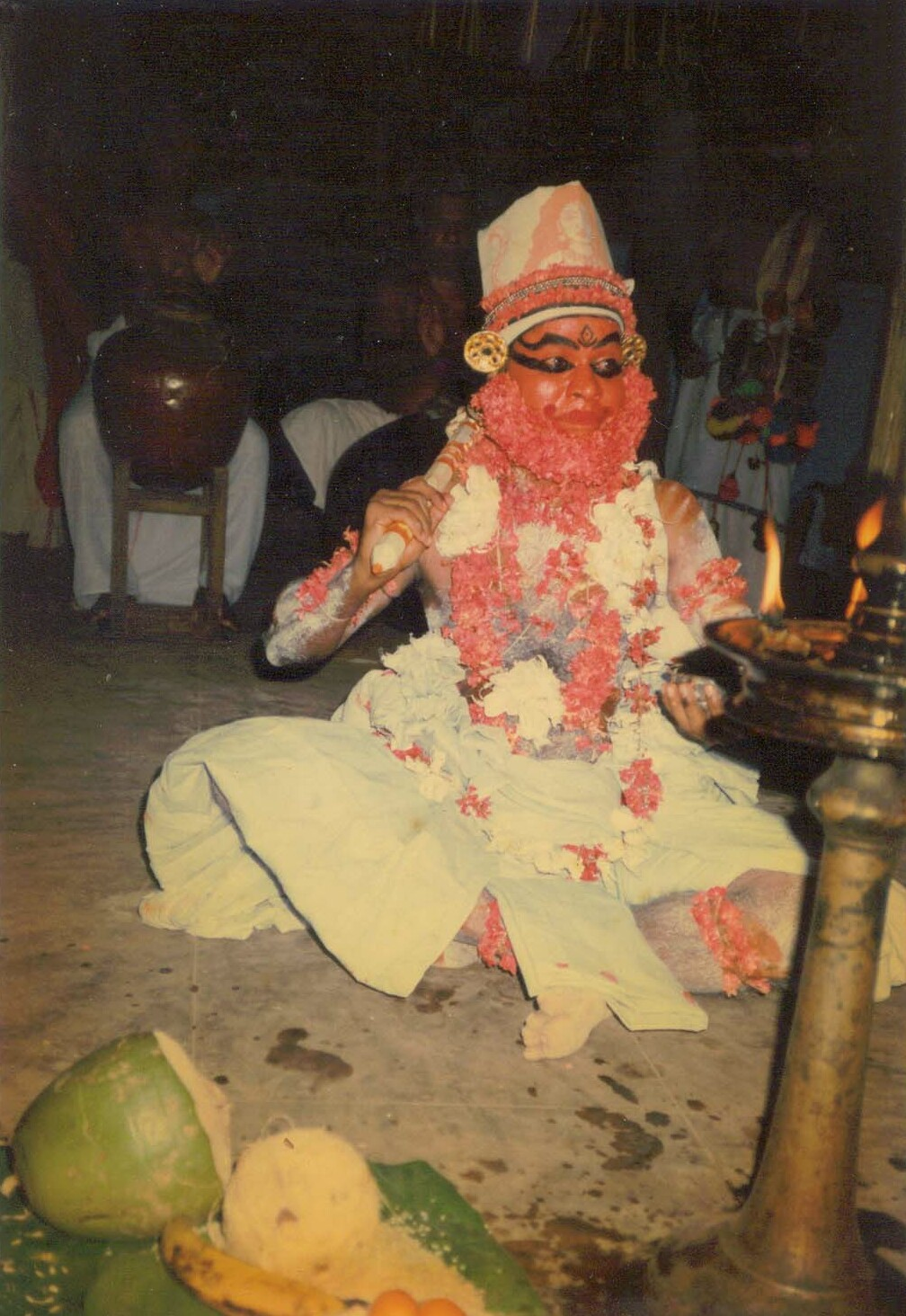
Koodiyattamföreställning c:a 1995 i Killikkurussi Mahadeva Temple, Palakkad

Koodiyattam eller Kutiyattam är en traditionell typ av hinduisk tempelbaserad scenkonst som utövas i vad som nu är den sydindiska delstaten Kerala. Traditionen är mer än 2000 år gammal och utnämndes år 2001 till immateriellt kulturarv av UNESCO. Traditionellt har utövandet varit reserverat för medlemmar i de båda tempeltjänarkasterna Chakyar och Nambiar, men från sent 1900-tal har detta ifrågasatts av artister från andra samhällsgrupper som ville få möjligheten att läsa sig och framföra konsten. 